# Amon-Ra St. Brown
Amon-Ra Julian Heru J. St. Brown (Anaheim Hills, California, 24 de octubre de 1999), más conocido como Amon-Ra St. Brown, es un jugador profesional estadounidense de fútbol americano que se desempeña en la posición de wide receiver en Detroit Lions, equipo de la National Football League (NFL).

## Carrera
St. Brown fue seleccionado en la cuarta ronda en la Reunión Anual de Selección de Jugadores de la NFL de 2021. Hizo su debut profesional con el equipo Detroit Lions, donde lleva jugando cuatro temporadas.